# Wysszaja liga czempionata SSSR po futbołu (1980)
Rozgrywki radzieckiej wyższej ligi w sezonie 1980 były czterdziestymi trzecimi w historii radzieckiej pierwszej ligi. W rozgrywkach wzięło udział osiemnaście drużyn, w tym dwie, które awansowały z drugiej ligi – Karpaty Lwów i Kubań Krasnodar. Mistrzowski tytuł po raz 9-ty wywalczyła drużyna Dynama Kijów. Królem strzelców ligi został Siergiej Andriejew z SKA Rostów nad Donem, który zdobył 20 goli.

## Drużyny
| Drużyna          | Miasto           | Republika          | Stadion                     | Pojemność | Pozycja w 1979 |
| ---------------- | ---------------- | ------------------ | --------------------------- | --------- | -------------- |
| Ararat           | Erywań           | Armeńska SRR       | Stadion Hrazdan             | 55,000    | 7.             |
| CSKA             | Moskwa           | Rosyjska FSRR      | Łużniki                     | 84,745    | 8.             |
| Czornomorec      | Odessa           | Ukraińska SRR      | Stadion Centralny w Odessie | 34,000    | 11.            |
| Dinamo           | Moskwa           | Rosyjska FSRR      | Stadion Dinamo              | 36,540    |                |
| Dinamo           | Tbilisi          | Gruzińska SRR      | Stadion Borisa Paiczadze    | 58,000    | 4.             |
| Dynama           | Mińsk            | Białoruska SRR     | Stadion Dynama Mińsk        | 41,000    | 6.             |
| Dynamo           | Kijów            | Ukraińska SRR      | Stadion Dynamo              | 30,000    | 3.             |
| Kajrat           | Ałma-Ata         | Kazachska SRR      | Stadion Centralny           | 25,000    | 13.            |
| Karpaty          | Lwów             | Ukraińska SRR      | Stadion Drużba              | 28,000    | D1, 1.         |
| Kubań            | Krasnodar        | Rosyjska FSRR      | Stadion Kubań               | 32,000    | D1, 2.         |
| Lokomotiw        | Moskwa           | Rosyjska FSRR      | Stadion Lokomotiwu          | 28,800    | 12.            |
| Neftçi           | Baku             | Azerbejdżańska SRR | Stadion Tofika Bachramowa   | 30,000    | 14.            |
| Pachtakor        | Taszkent         | Uzbecka SRR        | Stadion Centralny Paxtakor  | 55,000    | 9.             |
| SKA              | Rostów nad Donem | Rosyjska FSRR      | SKA SKWO                    | 27,300    | 15.            |
| Spartak          | Moskwa           | Rosyjska FSRR      | Łużniki                     | 84,745    | 1.             |
| Szachtar         | Donieck          | Ukraińska SRR      | Stadion Szachtar            | 31,700    | 2.             |
| Torpedo          | Moskwa           | Rosyjska FSRR      | Łużniki                     | 84,745    | 16.            |
| Zenit Petersburg | Leningrad        | Rosyjska FSRR      | Stadion Pietrowski          | 21,745    | 10.            |

## Tabela końcowa sezonu
| Lp. | Drużyna              | M  | Z  | R  | P  | Bramki | Bramki | Różn. | Pkt | Uwagi                                   |
| --- | -------------------- | -- | -- | -- | -- | ------ | ------ | ----- | --- | --------------------------------------- |
| 1   | Dynamo Kijów (M)     | 34 | 21 | 9  | 4  | 63     | 23     | +40   | 51  | Puchar Europy • 1/16 finału             |
| 2   | Spartak Moskwa       | 34 | 18 | 9  | 7  | 49     | 26     | +23   | 45  | Puchar UEFA • 1/32 finału               |
| 3   | Zenit Leningrad      | 34 | 16 | 10 | 8  | 51     | 42     | +9    | 42  | Puchar UEFA • 1/32 finału               |
| 4   | Dinamo Tbilisi       | 34 | 16 | 7  | 11 | 51     | 32     | +19   | 39  | Puchar Zdobywców Pucharów • 1/16 finału |
| 5   | CSKA Moskwa          | 34 | 13 | 12 | 9  | 36     | 32     | +4    | 36  | Puchar UEFA • 1/32 finału               |
| 6   | Szachtar Donieck     | 34 | 13 | 9  | 12 | 45     | 40     | +5    | 35  |                                         |
| 7   | Czornomoreć Odessa   | 34 | 13 | 9  | 12 | 37     | 37     | 0     | 35  |                                         |
| 8   | Dynama Mińsk         | 34 | 11 | 12 | 11 | 41     | 42     | −1    | 32  |                                         |
| 9   | Ararat Erywań        | 34 | 11 | 11 | 12 | 39     | 43     | −4    | 32  |                                         |
| 10  | SKA Rostów nad Donem | 34 | 11 | 10 | 13 | 41     | 47     | −6    | 32  | Puchar Zdobywców Pucharów • 1/16 finału |
| 11  | Torpedo Moskwa       | 34 | 10 | 11 | 13 | 28     | 32     | −4    | 30  |                                         |
| 12  | Kajrat Ałmaty        | 34 | 10 | 11 | 13 | 33     | 44     | −11   | 30  |                                         |
| 13  | Neftçi PFK           | 34 | 10 | 9  | 15 | 29     | 41     | −12   | 29  |                                         |
| 14  | Dinamo Moskwa        | 34 | 9  | 14 | 11 | 32     | 33     | −1    | 28  |                                         |
| 15  | Kubań Krasnodar      | 34 | 9  | 10 | 15 | 32     | 43     | −11   | 28  |                                         |
| 16  | Pachtakor Taszkient  | 34 | 9  | 8  | 17 | 26     | 43     | −17   | 26  |                                         |
| 17  | Karpaty Lwów         | 34 | 9  | 8  | 17 | 23     | 46     | −23   | 26  | Spadek do Pierwoj Ligi                  |
| 18  | Lokomotiw Moskwa     | 34 | 8  | 9  | 17 | 34     | 44     | −10   | 25  | Spadek do Pierwoj Ligi                  |

Uwaga: Ararat Erywań, Torpedo Moskwa i Kajrat Ałma-Ata zostały ukarane za przekroczenie dopuszczalnej liczby 10 remisów odjęciem 1 punktu, CSKA Moskwa i Dynama Mińsk - 2, a Dinamo Moskwa - 4.

## Najlepsi strzelcy
źródło: rsssf.com (ang.)
21 goli
- Siergiej Andriejew (SKA)

19 goli
- Ołeh Błochin (Dynamo K.)

17 goli
- Ramaz Szengelia (Dinamo T.)

14 goli
- Jurij Horiaczew (Czornomorec)

12 goli
- Władimir Kazaczionok (Zenit Petersburg)
- Walerij Pietrakow (Lokomotiw)

11 goli
- Rewaz Czelebadze (Dinamo T.)

10 goli
- Andranik Chaczatrian (Ararat)
- Piotr Wasileuski (Dynama Mińsk)

## Nagrody
33 najlepszych piłkarzy ligi za sezon 1980:
Bramkarze
1. Rinat Dasajew (Spartak M.)
2. Jurij Romenski (Czornomorec)
3. Wiktor Czanow (Szachtar)

|  | Prawi obrońcy 1. Tengiz Sulakwelidze (Dinamo T.) 2. Wołodymyr Łozynski (Dynamo K.) 3. Aleksandre Mirzojan (Spartak M.) | Prawi-środkowi obrońcy 1. Aleksandre Cziwadze (Dinamo T.) 2. Serhij Bałtacza (Dynamo K.) 3. Nodar Chizaniszwili (Dinamo T.) | Lewi-środkowi obrońcy 1. Wagiz Chidijatullin (Spartak M.) 2. Anatolij Końkow (Dynamo K.) 3. Szota Chinczagaszwili (Dinamo T.) | Lewi obrońcy 1. Oleg Romancew (Spartak M.) 2. Anatolij Demjanenko (Dynamo K.) 3. Wasilij Szwiecow (CSKA) |

|  | Prawi pomocnicy 1. Łeonid Buriak (Dynamo K.) 2. Fiodor Czerienkow (Spartak M.) 3. Witali Daraselia (Dinamo T.) | Prawi-środkowi pomocnicy 1. Wołodymyr Bezsonow (Dynamo K.) 2. Siergiej Szawło (Spartak M.) 3. Aleksandr Tarchanow (CSKA) | Lewi-środkowi pomocnicy 1. Choren Howhannisjan (Ararat) 2. Wołodymyr Weremiejew (Dynamo K.) 3. Andrij Bal (Karpaty) | Lewi pomocnicy 1. Siergiej Andriejew (SKA) 2. Aleksandr Chapsalis (Dynamo K.) 3. Jurij Gierasimow (Zenit) |

|  | Prawi napastnicy 1. Jurij Gawriłow (Spartak M.) 2. Dawit Kipiani (Dinamo T.) 3. Jurij Żełudkow (Zenit) | Lewi napastnicy 1. Ołeh Błochin (Dynamo K.) 2. Ramaz Szengelia (Dinamo T.) 3. Władimir Kazaczionok (Zenit) |

| Mistrz ZSRR w sezonie 1980 |
| -------------------------- |
| ZSRR                       |
| Dynamo Kijów 9 tytuł       |